# Подгорное (Романовский район)
Подгорное — село в Романовском районе Саратовской области Российской Федерации, является административным центром Подгорненского муниципального образования.

## География
Село Подгорное расположено по обе стороны берега реки Карай на востоке Романовском районе. В окрестностях села обнаружены залежи глины и торфа.
Уличная сеть
В населённом пункте несколько улиц и переулков:
улица Новики, Садовый переулок, Советский переулок, Кооперативная улица, Улица Ленина, Набережная улица, Садовая улица, Советская улица, Степная улица, улица Чиркина.
Географическое положение
Находится в 10 км от районного центра Романовка и в 221 км от города Саратова.

## История
Археологические раскопки позволяют заявлять, что в этих местах люди селились издревле. Некоторые находки имеют отношение ко II—III веку н. э.
Здесь, на левом берегу Карая в 1774 году было образовано русское казённое село Дурникино. Население в основном состояло из бывших жителей Романовки. Наречено по названию озера — «Дурному». Правый берег также был заселен, а пункт получил наименование также по близлежащему озеру «Кислый». Недалеко от сёл проходил Алабуховско-Еланский торговый тракт. Позднее оба населённых пункта принято было наименовать Дурникино.
В 1897 году вновь отстроенная церковь была освещена в честь Михаила Архангела. Деревянная Казанская церковь, закрытая с 1920-х годов, была сначала перестроена под клуб, а затем окончательно разобрана.
Великая Отечественная война унесла жизни 522 человека.
В 1962 г. указом Президиума Верховного Совета РСФСР село Дурникино переименовано в Подгорное.

## Население
| 2002 | 2010  |
| ---- | ----- |
| 1244 | ↘1096 |

## Известные люди села
- Александр Николаевич Сапрыкин — советский железнодорожник, машинист тепловоза локомотивного депо. Герой Социалистического труда;
- Владимир Калистратович Горсков — советский хозяйственный руководитель, директор липецкого металлургического завода «Свободный сокол»;
- Павел Иванович Чиркин — командир танка Т-34 243-го отдельного танкового полка, лейтенант. Герой Советского Союза;
- Павел Степанович Шеин — младший лейтенант Красной Армии, участник Великой Отечественной войны, Герой Советского Союза. Штурман-радист самолёта-разведчика 28-й авиационной эскадрильи 118-го отдельного разведывательного авиационного полка Военно-воздушных сил Северного флота;
- Николай Емельянович Карпов — с 1942 года — на фронтах Великой Отечественной войны; участвовал в сражении на Курской дуге, освобождал Белоруссию, Польшу, брал Берлин. В послевоенное время более 40 лет возглавлял тракторную бригаду № 1 колхоза им. Кирова, выращивая зерно и другую продукцию. За рекордные урожаи в 1958 году был удостоен высокого звания «Герой Социалистического Труда» с вручением Золотой Звезды Героя и ордена Ленина.

## Инфраструктура
На территории села имеются фельдшерско-акушерский пункт, дом культуры с библиотекой, детский сад «Ласточка» и средняя общеобразовательная школа. В музее собраны археологические находки древнего периода, экспонаты по современной истории села и Великой Отечественной войне.
Колхоз имени Кирова в 1992 году был переименован в товарищество «Русь». Большая часть населения села занимается натуральным хозяйством.
В 1995 году село газифицировали, также был проложен 7-километровый водопровод.
18 июля 2001 года в Подгорном освятили родник Сергия Радонежского, к которому каждый год совершается крестный ход.
Рядом с храмом установлен обелиск участникам Гражданской войны. На улице Ленина расположен памятник погибшим в годы Великой Отечественной войны землякам.
Каменная церковь после многих потрясений сегодня принадлежит Епархиальному управлению. Храм отреставрирован и восстановлен. Является визитной карточкой всего района.

## Транспорт
Поселковые дороги.
Ближайшие железнодорожные станции — Таволжанка и Романовка на Тамбовско-Балашовской ветке.